# Estação Ecológica Campos Naturais de Curitiba - Teresa Urban
A Estação Ecológica Campos de Curitiba - Teresa Urban é uma estação ecológica municipal localizada em Curitiba criada para proteger remanescentes de Campos Gerais paranenses.

## Relevância ecológica
A área a ser protegida é considerada a última dentro do município de Curitiba com remanescente de campos naturais. Os campos, parte do bioma Mata Atlântica, são normalmente intercalados com florestas com araucárias e são também comumente denominados de "capão", palavra de origem Tupy que significa "mato redondo" . 

A vegetação é resultado de solos rasos e contém exemplares de espécies que não haviam mais sido registradas em Curitiba desde a década de 1960, tal como Solanaceae e Polygalaceae, além de agrupamentos de xaxims e araucárias. 